# Baryceros scutellaris
Baryceros scutellaris är en stekelart som först beskrevs av Szepligeti 1916.  Baryceros scutellaris ingår i släktet Baryceros och familjen brokparasitsteklar. Inga underarter finns listade.